# 전진 (가수)
전진(Jun Jin, 본명: 박충재(朴忠栽), 1980년 8월 19일 ~ )은 대한민국의 래퍼이자 배우이며, 보이 그룹 신화와 신화 WDJ의 멤버이다.

## 학력
- 서울성일초등학교 (졸업)
- 동북중학교 (졸업)
- 오금고등학교 (졸업)
- 경기대학교 다중매체학 (학사)

## 대표작

### 솔로 음반
- 싱글앨범 《사랑이 오지 않아요》  (2006년 11월)
- Special Edition 《포에버》(Forever)  (2007년 2월)
- 정규 1집 :《前進 New Decade》 (2008년 4월)
- 정규 1집 리패키지 《Together 4ever》  (2008년 8월)
- 미니앨범 《Fascination》 (2009년 5월)[2]
- 프로젝트 앨범 인사(人事)
- 《#REAL#》 (2015년 9월)
- 《#REAL# IN LA》 (2015년 12월)

### 콘서트

#### 2008 JUNJIN 1st CONCERT - "2gether 4ever"
| 개최일         | 도시 | 국가     | 개최지    |
| -------------- | ---- | -------- | --------- |
| 2008년 9월 5일 | 서울 | 대한민국 | 멜론 AX홀 |
| 2008년 9월 6일 | 서울 | 대한민국 | 멜론 AX홀 |

### 토크 콘서트

#### JUNJIN LIVE TALK CONCERT "서른 넷, 전진과 충재사이"
| 개최일          | 도시 | 국가     | 개최지                    |
| --------------- | ---- | -------- | ------------------------- |
| 2013년 8월 18일 | 서울 | 대한민국 | 연세대학교 백양 콘서트 홀 |

#### JUNJIN LIVE TALK CONCERT
| 개최일          | 도시 | 국가     | 개최지            |
| --------------- | ---- | -------- | ----------------- |
| 2014년 8월 17일 | 서울 | 대한민국 | 세종대학교 대양홀 |

#### FM JUNJIN Hz - 전진의 라디오데이즈
| 개최일          | 도시 | 국가     | 개최지            |
| --------------- | ---- | -------- | ----------------- |
| 2016년 8월 20일 | 서울 | 대한민국 | 연세대학교 대강당 |

### FM JUNJIN Hz - 전진의 라디오데이즈 2017
| 개최일          | 도시 | 국가     | 개최지                                |
| --------------- | ---- | -------- | ------------------------------------- |
| 2017년 8월 19일 | 서울 | 대한민국 | 블루스퀘어 아이마켓홀 (구 삼성카드홀) |

## 주요 출연작

### 텔레비전 프로그램 (진행 / 고정출연)
- 2001년 6월 16일 ~ 2002년 2월 16일 MBC 《목표달성! 토요일 - 스타 서바이벌 동거동락》
- 2002년 SBS 《토요일이 온다》
- 2003년 2월 6일 ~ 6월 19일 KBS 2TV 《뮤직뱅크》
- 2004년 ~ 2005년 SBS 《실제상황 토요일 - 리얼로망스 연애편지 시즌1》
- 2006년 4월 16일 ~ 2006년 7월 23일 KBS 2TV 《해피선데이 - 날아라 슛돌이 1기》
- 2008년 6월 7일, 2008년 6월 21일 ~ 2009년 10월 31일 MBC 《무한도전》
- 2008년 7월 28일 ~ 2009년 1월 12일 SBS 《야심만만 시즌2 예능선수촌》
- 2008년 8월 6일 ~ 2008년 10월 29일 Mnet 《전진의 여고생4》
- 2008년 9월 14일 ~ 2008년 10월 26일 KBS 2TV 《해피선데이 - 2008 스쿨림픽》
- 2008년 10월 6일 ~ 2009년 2월 27일 MBC 《그 분이 오신다》
- 2009년 1월 25일 ~ 5월 3일 MBC 《우리 결혼했어요》
- 2009년 9월 4일 SBS 《절친노트 시즌2》 41회 - 게스트 (이민우, 앤디와 함께)
- 2011년 12월 6일 ~ 13일 SBS 《강심장》 107회, 108회 - 게스트 (앤디와 함께)
- 2012년 3월 17일 ~ 2014년 1월 19일 JTBC 《신화방송》
- 2012년 4월 7일 ~ 14일 JTBC 《신동엽 김병만의 개구쟁이》 18회, 19회
- 2015년 9월 2일 MBC 《라디오 스타》441회 - 게스트
- 2015년 9월 14일 KBS 2TV 《대국민 토크쇼 안녕하세요》 242회 - 게스트
- 2015년 9월 20일 ~ 27일 KBS 2TV 《출발 드림팀 시즌2》 300회, 301회
- 2015년 9월 28일 ~ 29일 MBC 《아이돌 육상 선수권 대회》- 육상 캐스터
- 2017년 6월 28일 MBC 《라디오 스타》 533회 - 게스트
- 2017년 7월 19일 MBC 《라디오 스타》 535회 - 스페셜 MC
- 2017년 9월 3일 KBS 2TV 《슈퍼맨이 돌아왔다》 198회 - 게스트
- 2018년 9월 15일 ~ 22일 KBS 2TV 《배틀트립》 108회, 109회 - 게스트 (김동완과 함께)
- 2019년 1월 20일 SBS 《미운 우리 새끼》 122회 - 스페셜 MC
- 2019년 5월 5일 SBS 《미운 우리 새끼》 137회 - 게스트
- 2019년 6월 24일 ~ 7월 1일 JTBC 《냉장고를 부탁해》 232회, 233회 - 게스트 (이민우와 함께)
- 2019년 7월 5일 JTBC2 《악플의 밤》 3회 - 게스트
- 2019년 7월 8일 KBS 2TV 《대국민 토크쇼 안녕하세요》 421회 - 게스트
- 2019년 7월 24일 MBC every1 《대한외국인》 41회 - 게스트
- 2019년 7월 31일 MBC 《라디오 스타》 628회 - 게스트
- 2019년 8월 6일 ~ 13일 KBS 2TV 《덕화TV 2 덕화다방》 3회, 4회 - 게스트
- 2019년 9월 2일 ~ JTBC2 《호구의 차트》- 고정 출연
- 2019년 9월 17일 MBN 《최고의 한방》 10회 - 게스트
- 2021년 1월 13일 MBC 《라디오 스타》 703회 - 게스트
- 2021년 2월 18일 ~ 5월 6일 KBS 2TV 《수미산장》 - 공동 MC
- 2021년 7월 17일 JTBC  《아는 형님》 289회 - 게스트
- 2022년 5월 4일 채널S 《김구라의 라떼9》 3회 - 게스트
- 2023년 2월 1일 ~ 3월 8일 TV조선 《부부선수촌 - 이번 생은 같은 편》
- 2023년 5월 6일  JTBC  《아는 형님》 382회 - 게스트
- 2024년 4월 22일 TV조선 《조선의 사랑꾼》
- 2024년 5월 7일 SBS 《명곡 챔피언십》 3회 - 게스트
- 2024년 5월 26일 MBC 《미스터리 음악쇼 복면가왕》 1759회 - 패널
- 2024년 7월 17일 MBC 《라디오스타》 875회 - 게스트
- 2024년 8월 18일 TV조선 《식객 허영만의 백반기행》 260회 - 게스트

### 드라마
- 2004년 7월 19일 ~ 2004년 9월 7일 KBS 2TV 《구미호 외전》 ... 신무영 역
- 2005년 7월 30일 ~ 2005년 9월 11일 SBS 《해변으로 가요》 ... 장태현 역
- 2021년 2월 19일 SBS 《펜트하우스 2》 - 파티에 초대된 남자 역 ... (1회 특별출연)

### 광고
- 2001년 르까프
- 2003년 BROS
- 2005년 지피지기 (ZPZG)
- 2008년 코데즈컴바인
- 2021년 우정사업본부 우체국보험

## 수상 경력

### 가요 프로그램 1위
| 연도            | 수상 내역 (총 1회)                                                  |
| --------------- | ------------------------------------------------------------------- |
| 2006년 (총 1회) | - 사랑이 오지 않아요 (총 1회) - 12월 17일 SBS 《인기가요》 뮤티즌송 |

## 수상 목록
- 2008년 MBC 방송연예대상 베스트 스타상 (무한도전)
- 2008년 Mnet 20's Choice 핫 캐릭터상
- 2020년 SBS 연예대상 베스트 팀워크상 (with 류이서) (동상이몽 2 - 너는 내 운명)

## 기타

### 별명
- 오금고 쫄바지 - 학창시절의 별명
- 전스틴 진버레이크 - 엔 싱크의 멤버 저스틴 팀버레이크에서 따온 별명
- 잔진 - MBC ‘무한도전’ 고정출연 당시, 해당 프로그램에서 유재석이 전진을 잔진으로 잘못 발음하여 생긴 별명
- 아기새 - 신화창조2000의 드라이브편에서 신혜성이 전진이 고난이도 운전에 도전하는 모습을 보고 '새끼새를 떠나보내는 어미새의 마음같다'라고 한 것에서 비롯된 별명
- 갔전진 - 인스타그램에서의 댓글로 인해 생긴 별명

## 홍보대사
- 2002. 05 학교폭력대책국민협의회 홍보대사
- 2007. 09 광주김치축제 홍보대사
- 2009. 08 '동대문을 세계로' 홍보대사
- 2012. 02 상하이 한국관광 명예홍보대사
- 2015. 08 정동극장 홍보대사